# Yngwie Malmsteen
Yngwie Malmsteen, né Lars Johan Yngve Lannerbäck le 30 juin 1963 à Stockholm, est un guitariste virtuose, et auteur-compositeur suédois. Il est connu pour avoir popularisé le metal néo-classique, une forme de heavy metal inspirée par la musique classique. Il est également reconnu comme l'un des grands guitaristes de heavy metal contemporain.

## Biographie

### Jeunesse
Élevé dans une famille de musiciens, Yngwie Malmsteen décide d'apprendre à jouer de la guitare le 18 septembre 1970, jour du décès de Jimi Hendrix. L'hommage posthume diffusé ce jour-là à la télévision est une révélation : le jeune Yngwie, alors âgé de 7 ans, s'imagine « guitar hero ». Malmsteen commence donc à jouer sur une guitare acoustique, offerte par sa mère, et acquiert sa première guitare électrique deux ans plus tard. Son deuxième choc musical sera la découverte de l'œuvre du violoniste italien Niccolò Paganini au milieu des années 1970 qui va profondément influencer son jeu. Si l'attitude de Hendrix sur scène est sa toute première influence, c'est le style du violoniste virtuose qui va marquer son approche technique. Il cherchera à faire sonner sa guitare comme le violon du « diable » italien. Par la suite il découvrira Bach et Vivaldi. Yngwie Malmsteen cite également Uli Jon Roth, qu'il dit être le meilleur guitariste rock des années 1970, comme étant une influence importante pour son jeu. Grand fan de rock et de blues, il vouait également une admiration pour Deep Purple et son guitariste Ritchie Blackmore. Dans ses jeunes années, Malmsteen déclare souvent vénérer Blackmore à qui il a sans doute emprunté les tournures parfois bluesy de son jeu, son style néoclassique demeurant inédit en métal à l'époque. Au groupe il reprendra le goût des duels orgue Hammond/guitare et quelques riffs caractéristiques hard blues. On peut également rapprocher le caractère ombrageux de ces deux guitaristes, qui attirent beaucoup de critiques, bien que leur talent musical soit unanimement reconnu.
Quittant l'école à l'âge de 15 ans, il travaille comme réparateur de guitares dans un magasin de musique de Stockholm. C'est à cette époque qu'il commence à développer l'idée de jouer sur des manches « scallopés », un procédé datant du XVIIe siècle, qu'il reproduira lui-même, quelques années plus tard, sur sa Fender Stratocaster de 1971, puis sur son modèle signature.
Adolescent, Yngwie Malmsteen crée de nombreux groupes locaux avec lesquels il se produit en Suède, sans rencontrer le succès espéré. Certains de ces projets seront présentés au public bien des années plus tard, dans un album intitulé Inspiration (sorti en 1996), album dans lequel sont présentées, entre autres choses, certaines de ses premières démos, datées de 1978 à 1982. C'est le producteur américain Mike Varney de Shrapnel Records, en Californie, qui découvre Yngwie Malmsteen et lui demande de venir aux États-Unis afin de rejoindre le groupe Steeler et d'enregistrer un album pour son label. C'est ensuite le groupe Alcatrazz que Malmsteen rejoint pour enregistrer deux albums, No Parole from Rock 'n' Roll et Live Sentence avant de se lancer dans une carrière solo.

### Années 1980 et 1990
En 1984, Yngwie Malmsteen abandonne tous ses projets de groupes pour fonder le sien, Rising Force, devenu The Yngwie J. Malmsteen's Rising Force puis tout simplement Yngwie Malmsteen. Il sort alors son premier album intitulé Yngwie J. Malmsteen's Rising Force, célèbre pour sa guitare sortant de flammes. Ce disque constitue un tournant en termes de virtuosité instrumentale et est considéré par beaucoup comme la Bible du metal néo-classique. Rising Force influencera toute une génération de virtuoses (notamment Jason Becker, Jeff Loomis, Michael Romeo, Luca Turilli, Timo Tolkki, Stephan Forté, Vinnie Moore, Patrick Rondat) et la scène metal européenne power/speed mélodique (Helloween, Gamma Ray).
Sa carrière solo débute ainsi et se poursuit depuis vingt-cinq années au cours desquelles il réalise une vingtaine d'albums, sollicitant quelque neuf chanteurs (lui inclus), douze batteurs, treize bassistes (lui inclus) et cinq claviéristes. Sa carrière discographique est assez variée, résolument néoclassique dans les années 1980, Malmsteen est passé par différentes périodes. Il va élargir son spectre musical même s'il va conserver sa patte classico-moderne immédiatement identifiable. Plus FM ou progressif au début des années 1990, il est revenu depuis une dizaine d'années à un style beaucoup plus metal. De même ses albums comportent souvent différentes couleurs : des instrumentaux néoclassiques (Blackstar, Trilogy Suite Opus 5, Icarus Dream Opus 4), des ballades poignantes (Save our Love, Dreaming Tell Me), des titres très mélodiques et entraînants (Heaven Tonight, Queen in Love, The Only One), des chansons hard-blues (Bedroom Eyes, Freedom isn't Free) des chansons speed (Rising Force, Never Die), et des titres doom (Devil in Disguise, Pyramid of Kheops).
En 1997, il délaisse le hard rock le temps d'enregistrer, avec l'orchestre philharmonique de Prague, quelques compositions personnelles fortement inspirées par la musique de Vivaldi. Le résultat, un mélange de musique classique et de solo de guitare électrique, sort l'année suivante sous le titre Concerto Suite For Electric Guitar & Orchestra In Eb Minor, Opus I - Millenium : Zappa ou Uli Roth s'y étaient déjà frottés.

### Années 2000

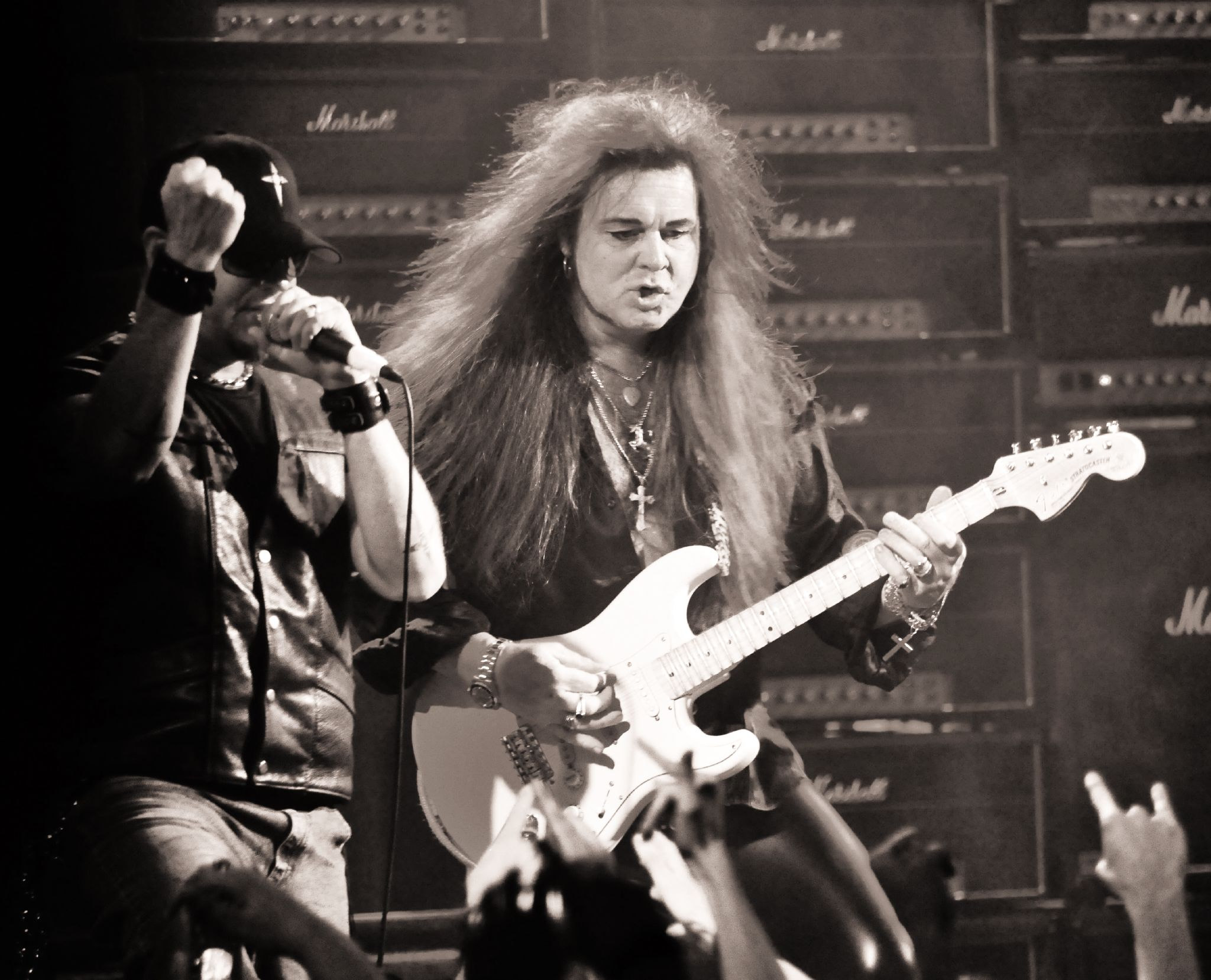
Malmsteen à Barcelone, en Espagne, en 2005.

Après la sortie de War to End All Wars en 2000, le chanteur Mark Boals quitte le groupe, et est remplacé par l'ancien chanteur de Rainbow Doogie White. En 2003, Malmsteen se joint à Joe Satriani et Steve Vai dans le supergroupe G3. En 2005, Unleash the Fury est commercialisé au label Spitfire Records. Comme expliqué dans une édition du magazine Guitar World, le nom de l'album s'inspire de « l'incident de l'avion » survenu lors d'un vol en partance pour le Japon lors d'une tournée en 1988. Malmsteen explique que le nom de l'album inspire à la fois son énergie et l'incident. La sortie de l'album Unleash the Fury est suivie de la sortie du DVD de Concerto Suite For Electric Guitar And Orchestra in E Flat Minor, Op. 1 – With The New Japan Philharmonic Live. Selon Malmsteen, il s'agit de leur premier concert live avec un orchestre, une expérience qu'il décrit comme « amusante mais extrêmement effrayante. »
En 2007, Malmsteen est honoré dans la version Xbox 360 du jeu vidéo Guitar Hero II. Le joueur peut recevoir le prix Yngwie Malmsteen pour avoir tapé 1 000 notes successivement, ou plus. En février 2008, le chanteur Doogie White est remplacé au profit de Tim « Ripper » Owens, ancien chanteur de Judas Priest et d'Iced Earth ; il devient le neuvième chanteur d'Yngwie en solo, un poste qu'il occupe jusqu'en 2012. Leur collaboration se concrétise sur Perpetual Flame et sur la tournée. Grâce à son arrivée, Yngwie sort l'album le plus heavy-speed de sa discographie. Perpetual Flame est le premier album sorti sous le label Rising Force Records qu'il crée fin 2008 et qui devrait lui permettre d'avoir son indépendance artistique. Après une procédure judiciaire, il peut obtenir les droits sur tous ses albums, sauf les cinq premiers. Il est donc prévu dans l'avenir des rééditions de ses anciens albums remasterisés ou réenregistrés (comme War to End All Wars peut-être), et des sorties de lives.[réf. nécessaire][Quand ?]
En mars 2009 sort la compilation Angels of Love, qui est une curiosité dans sa discographie : Malmsteen, dans un style beaucoup plus dépouillé qu'à l'accoutumée, réenregistre des versions instrumentales et acoustiques de quelques-unes de ses anciennes ballades. Le résultat est surprenant et est bien accueilli par les fans qui y voient comme une alternative bienvenue à l'intense Perpetual Flame. En août 2009, le magazine Time classe Malmsteen à la neuvième place de sa liste des 10 meilleurs guitaristes de tous les temps. En octobre 2009 sort Live In Korea, un DVD filmé par une chaîne de télévision coréenne lors de la tournée War to End All Wars,. Si l'objet plait pour son contenu, les fans pestent pour la piètre qualité de la bande vidéo utilisée. Une compilation, High Impact, sort en décembre 2009 avec une reprise inédite de Michael Jackson, Beat It, enregistrée après le décès du chanteur.

### Années 2010

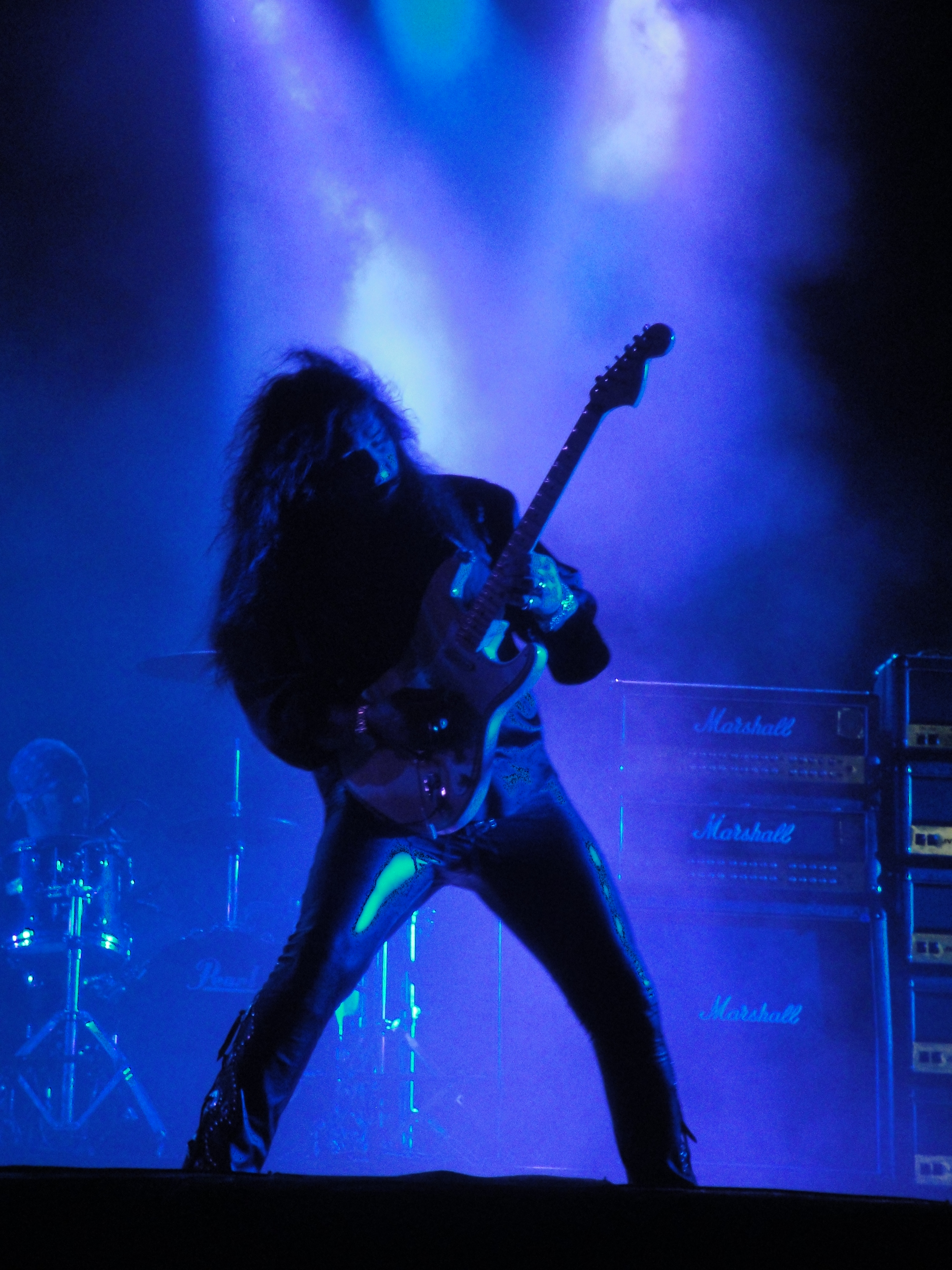
Yngwie Malmsteen à Gävle, en Suède, le 7 juillet 2012.

En avril 2010, Yngwie foule de nouveau les scènes des pays de l'est, se produisant à Moscou et Saint-Pétersbourg. En 2010 sortent Raw Live, un DVD fait de prises télé et d'enregistrements pirates, et Relentless, un nouvel album commercialisé le 23 novembre 2010. Yngwie fait une apparition au Late Night with Jimmy Fallon avec Dana Carvey le 3 février 2011 pour la promotion de son album. Le 6 août 2011, Malmsteen fait une autre apparition aux États-Unis, jouant une reprise de Star Spangled Banner avant un match entre les St. Louis Cardinals et les Florida Marlins au Sun Life Stadium. Bien que rarement dans son pays natal la Suède, Malmsteen y joue un concert en 2012. Le 7 juillet, il finit avec le Getaway Rock Festival de Gävle, aux côtés de Nightwish et Manowar. Le 5 décembre 2012, Yngwie fait paraître l'album Spellbound, un disque presque exclusivement instrumental où Yngwie joue à peu près tout.
Le 12 juin 2014, Yngwie entame la première date de sa tournée annoncée, Guitar Gods 2014 Tour, au F. M. Kirby Center de Wilkes Barre, en Pennsylvanie, accompagné des guitaristes Gary Hoey et Bumblefoot  de Guns N' Roses.

## Membres

### Membres actuels
- Yngwie Malmsteen – guitare, chant (1978–1982, depuis 1984)
- Emilio Martinez – basse, chant (depuis 2018)
- Brian Wilson – batterie, percussions (depuis 2018)
- Nick Marino – claviers, chant (2005–2006, depuis 2010)

## Discographie

### Steeler
- 1983 : Steeler (album)
- 2005 : The Steeler Anthology

### Alcatrazz
- 1983 : No Parole from Rock 'n' Roll, (classé no 128 du Billboard Top 200 le 3 mars 1984[18])
- 1984 : Live Sentence, (classé no 133 du Billboard Top 200 le 7 juillet 1984[19])
- 1998 : The Best of Alcatrazz

### Albums solo

#### Albums studios
- 1984 : Yngwie J. Malmsteen's Rising Force (classé no 60 du Billboard Top 200 le 22 juin 1985[20])
- 1985 : Marching Out (classé no 54 du Billboard Top 200[21])
- 1986 : Trilogy (classé no 44 du Billboard Top 200 le premier novembre 1986[22])
- 1988 : Odyssey (classé no 40 du Billboard Top 200 le 21 mai 1988[23])
- 1990 : Eclipse (classé no 112 du Billboard Top 200 le 2 juin 1990[24])
- 1992 : Fire and Ice (classé no 121 du Billboard Top 200, 2e au Top Heatseekers[25])
- 1994 : The Seventh Sign
- 1995 : Magnum Opus
- 1996 : Inspiration
- 1997 : Facing the Animal
- 1998 : Concerto Suite For Electric Guitar & Orchestra In Eb Minor, Opus I - Millenium
- 1999 : Alchemy
- 2000 : War to End All Wars
- 2002 : Attack!!
- 2002 : The Genesis (édition de ses premières compos de 1980)
- 2005 : Unleash the Fury
- 2008 : Perpetual Flame
- 2010 : Relentless
- 2012 : Spellbound
- 2016 : World on fire
- 2019 : Blue Lightning
- 2021 : Parabellum

#### Albums en public
- 1989 : Trial by Fire: Live in Leningrad (classé no 128 du Billboard Top 200 le 11 novembre 1989[26])
- 1998 : Double LIVE!
- 2002 : Live with the New Japan Philharmonic (Japon seulement)
- 2014 : Live In Tampa
- 2025 : Tokyo Live

#### Single
- 1994 : Power & Glory - Takada's Theme (single, Japon seulement)

#### EP
- 1994 :  I Can't Wait (Japon seulement)

#### Compilations
- 1991 : The Yngwie Malmsteen Collection
- 2000 : The Best of 1990-1999
- 2000 : Anthology 1994-1999 (Japon seulement)
- 2004 : Oujya Ressou – Instrumental Best Album
- 2009 : Angels of Love
- 2009 : High Impact

### Participations
Malmsteen apparaît également dans divers projets ou tributes :
- Barock'N Roll
- This Time (Tone Norum)
- Guitars That Rule the World
- Smoke on the Water (Deep Purple tribute)
- Guitar Zeus
- Sonic Winter
- Human Clay
- The Eagle Has Landed II (Saxon live)
- Dragon Attack (Queen tribute)
- Not the Same Old Song and Dance (Aerosmith tribute)
- Tribute to Van Halen 2000
- Bat Head Soup : A Tribute to Ozzy Osbourne (2000)

Sur des albums de Derek Sherinian :
- 2003 : Black Utopia : Joue sur The Fury, The Sons of Anu et Axis of Evil
- 2006 : Blood of the Snake : Sur Blood of the Snake, The Monsoon, Prelude to Battle et Viking Massacre

En 2003, Malmsteen a partagé l'affiche du G3 aux côtés de Joe Satriani et Steve Vai :
- G3 Live in Denver

## Vidéographie
Yngwie Malmsteen a également participé à plusieurs projets vidéo (apparitions lors de tributes) ou publié ses propres projets (concerts ou cours de guitare en VHS ou DVD) :
- Hear 'N Aid (au bénéfice de l'Éthiopie)
- Metallic Live '84 (Alcatrazz)
- Tokyo Budokan '85 (tournée Marching Out)
- Live in Leningrad '89 (tournée Odyssey)
- REH Instructional Master Series (1991) réédité en DVD
- Leo Fender Benefit (1992)
- Live at Budokan '94 (tournée The Seventh Sign)
- PLAY LOUD (vidéo pédagogique de 1996)
- LIVE!! (Brésil, 1998, tournée Facing the Animal)
- Full-Shred (DVD Young Guitar magazine de 1999)
- Concerto Suite Live (2002)
- Far Beyond the Sun (DVD remaster d'une partie des lives à Leningrad 89 et Budokan 85 avec quelques clips et une interview)
- Live Budokan 94 réédition sous le label Rising Force Records
- Live Animal réédition sous le label Rising Force Records du live brésilien de 1998
- Live Korea réédition sous le label Rising Force Records d'un live de la tournée War to End All Wars 2001
- Raw Live édité sous le label Rising Force reprend des vidéos inédites du maestro

Les lives à Budokan 85, et Leningrad 89, sont sortis en version intégrale en import japonais remasterisées.